# Colonia Emiliano Zapata, Hidalgo
Colonia Emiliano Zapata är en ort i Mexiko.   Den ligger i kommunen Francisco I. Madero och delstaten Hidalgo, i den sydöstra delen av landet, 90 km norr om huvudstaden Mexico City. Colonia Emiliano Zapata ligger 1 995 meter över havet och antalet invånare är 176.
Terrängen runt Colonia Emiliano Zapata är kuperad åt sydväst, men åt nordost är den platt. Runt Colonia Emiliano Zapata är det tätbefolkat, med 356 invånare per kvadratkilometer. Närmaste större samhälle är San Salvador, 6,1 km öster om Colonia Emiliano Zapata. Trakten runt Colonia Emiliano Zapata består till största delen av jordbruksmark.